# Evropský orgán pro bankovnictví
Evropský orgán pro bankovnictví (anglicky European Banking Authority, zkráceně EBA) je agenturou Evropské unie pro regulace v bankovním sektoru Evropské unie. Byl založen 1. ledna 2011 a navazuje (transformován z) na Evropský výbor orgánů bankovního dohledu (anglicky Committee of European Banking Supervisors, zkráceně CEBS).
Od založení až do 1. března 2019 sídlil v Londýně. V důsledku brexitu došlo k stěhování evropských úřadů, majících sídlo ve Spojeném království, na evropský kontinent, proto se agentura k 3. červenci 2019 přesunula do Paříže na La Défense (Tour Europlaza).

## Poslání
Poslání organizace je:
- tvorba jednotného evropského souboru pravidel v bankovnictví,
- udržování finanční stability v EU,
- zabezpečování integrity, efektivnosti a řádného fungování bankovního sektoru,
- hodnocení rizik a identifikace slabých míst v unijním bankovním sektoru,
- provádění celoevropských zátěžových testů.